# Берёзовка 2
Берёзовка 2 (бел. Бярозаўка 2) — нежилая деревня в Ляденском сельсовете Червенского района Минской области.

## География
Располагается в 14 км к востоку от райцентра, в 76 км от Минска, в 19 км от железнодорожной станции Гродзянка.

## История
Населённый пункт впервые упоминается в конце XIX века. По данным Переписи населения Российской империи 1897 года усадьба Берёзовки в составе Юровичской волости Игуменского уезда Минской губернии, здесь было 10 дворов, проживали 80 человек. На начало XX века урочище Берёзовка , где было 2 двора, 20 жителей. На 1917 год урочище входило в состав Хуторской волости, здесь был 1 двор и 37 жителей. На 1924 год деревня. 20 августа 1924 года она вошла в состав вновь образованного Старо-Ляденского сельсовета Червенского района Минского округа (с 20 февраля 1938 — Минской области). Согласно переписи населения СССР 1926 года насчитывалось 12 дворов, где проживали 200 человек. На 1960 год население деревни составило 104 жителя. На 1997 год здесь остался 1 дом, где проживал 1 человек. В настоящее время постоянное население в деревне отсутствует.

## Население
- 1897 — 10 дворов, 80 жителей
- начало XX века — 2 двора, 20 жителя
- 1917 — 1 дворов, 37 жителей
- 1926 — 12 дворов, 200 жителей
- 1960 — 104 жителя
- 1997 — 1 двор, 1 житель
- 2013 — постоянное население отсутствует